# Nadir Belhadj
Nadir Belhadj (ur. 18 czerwca 1982 w Saint-Claude) – algierski piłkarz grający na pozycji obrońcy.

## Kariera
Karierę rozpoczął w RC Lens, ale nie zdołał jednak przebić się do pierwszego składu. W 2002 został wypożyczony do drugoligowego FC Gueugnon, a po rozegraniu 26 meczów został przez ten klub wykupiony na stałe. Belhadj rozegrał w Guegnon jeszcze 36 meczów, po czym w 2004 przeniósł się do CS Sedan. W 2006 awansował z tym klubem do Ligue 1. W następnym sezonie zespołowi nie udało się jednak utrzymać w pierwszej lidze. Mimo tego Belhadj został w 2007 kupiony przez Olympique Lyon. Na początku 2008 roku odszedł do RC Lens, a po spadku tej drużyny do Ligue 2 odszedł latem na wypożyczenie do angielskiego Portsmouth. 30 grudnia stał się pełnoprawnym zawodnikiem Portsmouth.
8 lipca 2010 za kwotę około 3,5 miliona funtów przeszedł do Al-Sadd. W sezonie 2016/2017 grał w CS Sedan, a latem 2017 trafił do Al-Sailiya.